# 陳紅 (海軍政治部)
陈红（1968年12月30日—），中國人民解放軍海軍政治部歌舞團（海政歌舞团）團員，在1999年中央电视台春节联欢晚会上演唱歌曲《常回家看看》走紅。2006年由歌手轉型為海军政治部的紀錄片製片人，2009年升任海军政治部电视艺术中心副主任，海军大校军衔。

## 生平
父亲陈永才一入伍便参加了战士演出队，到处慰问演出，后转业到公安系统，2003年退休前曾任黑龙江省公安厅厅长。母亲李善荣是黑龙江省评剧团的演员。1987年，陈红考取了哈尔滨师范大学音乐系。此后获得第三届全国青年歌手电视大赛的“荧屏奖”，又在第五届青歌赛获得亚军，1991年进入中国人民解放军海政歌舞团，此后成为国家一级演员。1994年就推出了自己的第一张唱片《这一次我是真的留下来陪你》，1998年、1999年又相继推出了个人主打歌《喜乐年华》、《常回家看看》等，其中《常回家看看》一夜间红透了大江南北，传唱于大街小巷。
其主要代表作品有：《常回家看看》、《喜乐年华》、《潇洒女兵》、《小桃红》、《古老的故事》、《我的未来你放心了吗》、《这一次我是真的留下来陪你》、《蝶舞》、《旧梦重圆》、《颂》、《有个小姑娘》、《青春同路人》《一九九七永恒的爱》、《梦里水乡》、《湘女多情》、《岁月飞花》、《走过长安街》、《幸福从这一秒开始》、《爱就像旅行》、 《回报》、《有口难言》等。
2006年从海政文工团调到海政电视艺术中心。